# Phyllachora amphibola
Phyllachora amphibola är en svampart som beskrevs av Syd. 1926. Phyllachora amphibola ingår i släktet Phyllachora och familjen Phyllachoraceae.   Inga underarter finns listade i Catalogue of Life.